# Kai Nielsen (filosof)
Kai Nielsen, född 15 maj 1926, död 7 april 2021, var en amerikansk filosof.
Nielsen var huvudsakligen verksam vid Universitetet i Calgary. Han försvarade bland annat ateism och utilitarism och skrev eller redigerade ett fyrtiotal böcker inom ämnen som religionsfilosofi, etik och politisk teori.

## Verk (urval)
- Atheism and Philosophy, 2005.
- Globalization and Justice, 2002.
- Why Be Moral?, 1997.
- God and the Grounding of Morality, 1991.
- Marx and Morality, 1981.
- Scepticism, 1973.
- Contemporary Critiques of Religion, 1971.
- Ethics without God, 1971.